# هاشم‌آباد (ورامین)
هاشم آباد روستایی  است در دهستان بهنام عرب شهرستان ورامین در جنوب شرقی استان تهران، واقع در ۷۰۰۰ گزی جنوب خاور ورامین، کنار راه آهن و ایستگاه پیشوا. ناحیه‌ای است جلگه‌ای و معتدل. دارای ۳۶۱ تن سکنه ٔ فارسی زبان است. آب آن از قنات و محصول آن غلات، صیفی و چغندر قند و راه آن از طریق امامزاده جعفر اتومبیل رو است. اهالی به زراعت گذران می‌کنند.